# Théâtre dramatique de Saratov

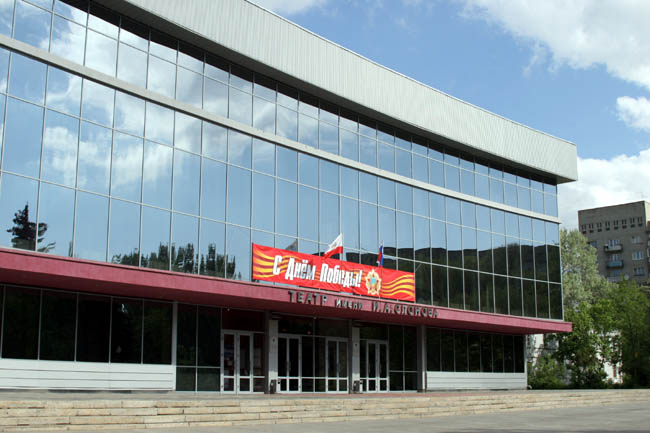
Le Théâtre dramatique de Saratov aujourd'hui

Le Théâtre dramatique de Saratov (en russe : Саратовский академический театр драмы имени И. А. Слонова) est situé à Saratov (Russie). Ce théâtre est l’un des théâtres les plus anciens de Russie.

## Historique
Le théâtre a commencé son histoire en 1859. Avant cela, à Saratov il n’y avait pas de salle spéciale et les spectacles étaient donnés dans des maisons particulières de riches propriétaires par des acteurs de Moscou et de Saint-Pétersbourg ou par des compagnies privées d’autres villes.
En 1859, le marchand de Saratov, Franz Schechtel, a ajouté à sa maison un petit théâtre. Pour la première fois, le théâtre a ouvert ses portes à tous les résidents de Saratov. Saratov n’avait pas encore sa troupe, mais bientôt les acteurs d’autres villes ont commencé à venir. Ce fut l'un des premiers théâtres privés en Russie.
Plus tard, le théâtre a brûlé et a été reconstruit par le neveu de Franz Schechtel, baptisé aussi Franz Schechtel (1859-1926). Sa scène présentait de grands acteurs russes dramatiques, comme Piotr Medvedev, Nicolas Sobolchtchikov-Samarine, Alexandre Lenski, Maria Savina, Vladimir Davydov, Pelagueya Strepetova, Vassili Katchalov, etc..
En 1915, le directeur de compagnie privée, Mewes, a déménagé sa troupe de Kiev à Saratov avec des acteurs russes célèbres, parmi lesquels Ivan Slonov. Saratov a ainsi commencé à avoir sa troupe. Ivan Slonov a travaillé dans ce théâtre trente ans jusqu’à sa mort en 1945.
Après la Révolution, le théâtre est placé sous l’autorité du pouvoir soviétique.
En 1968, l'ancien théâtre est détruit et un nouveau bâtiment moderne est construit.
En 1918-1990, le théâtre était nommé théâtre dramatique Karl Marx, et a été renommé en 1990, après la chute du pouvoir soviétique, en théâtre dramatique Ivan Slonov.
Actuellement, ce théâtre est l’un des théâtres les plus célèbres de Russie. Son répertoire comprend des pièces classiques, ainsi que celles d'auteurs contemporains.

## Illustrations
Photos de spectacles de Vassili Zimine :

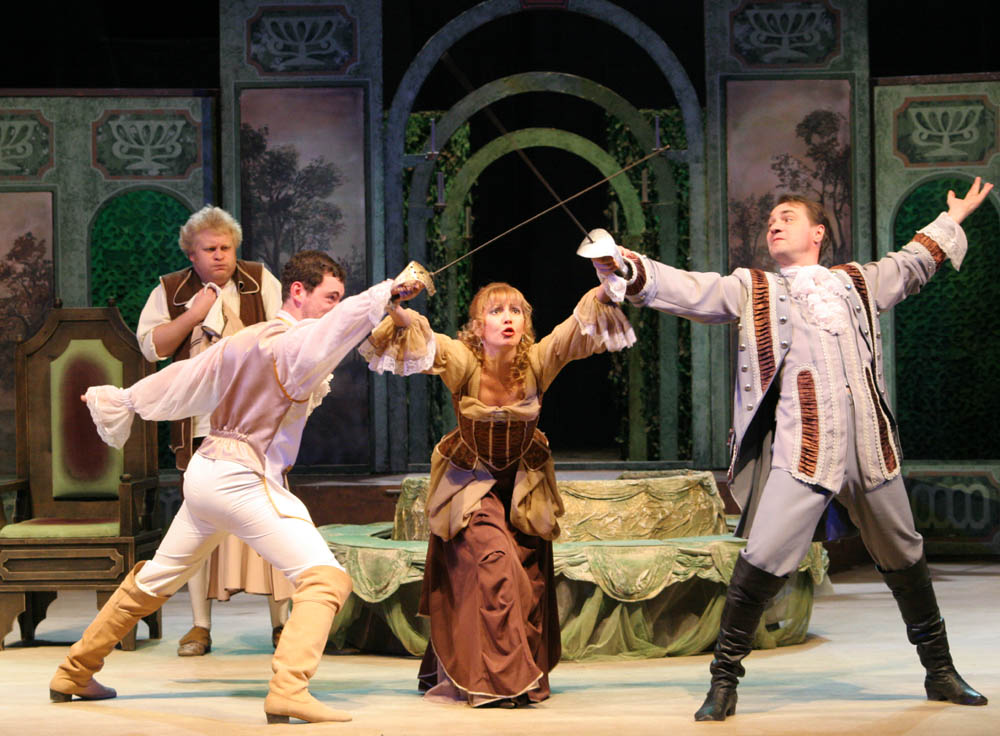
La Nuit des bugs d’Oliver Goldsmith, 2006
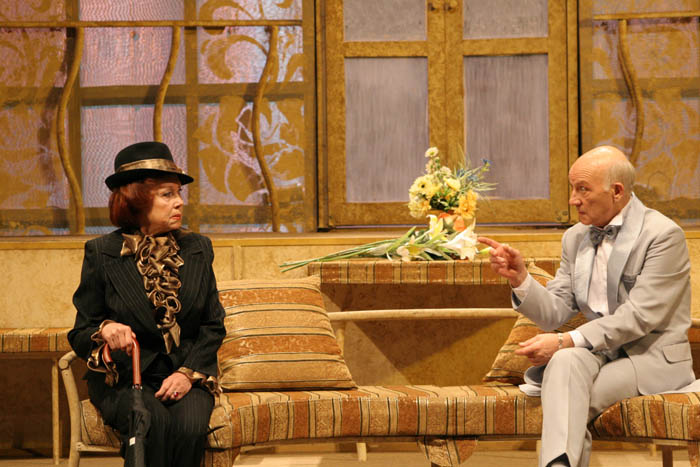
Le Quatuor de Ronald Harwood, 2006
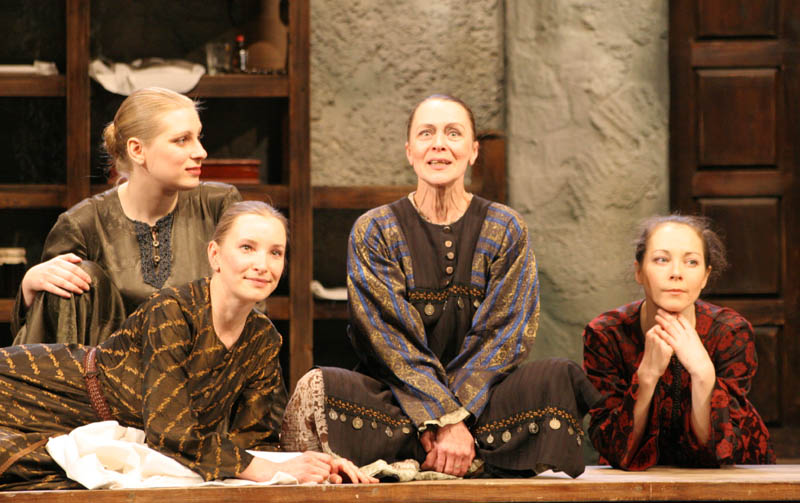
La Maison de Bernarda Alba de Federico García Lorca, 2006
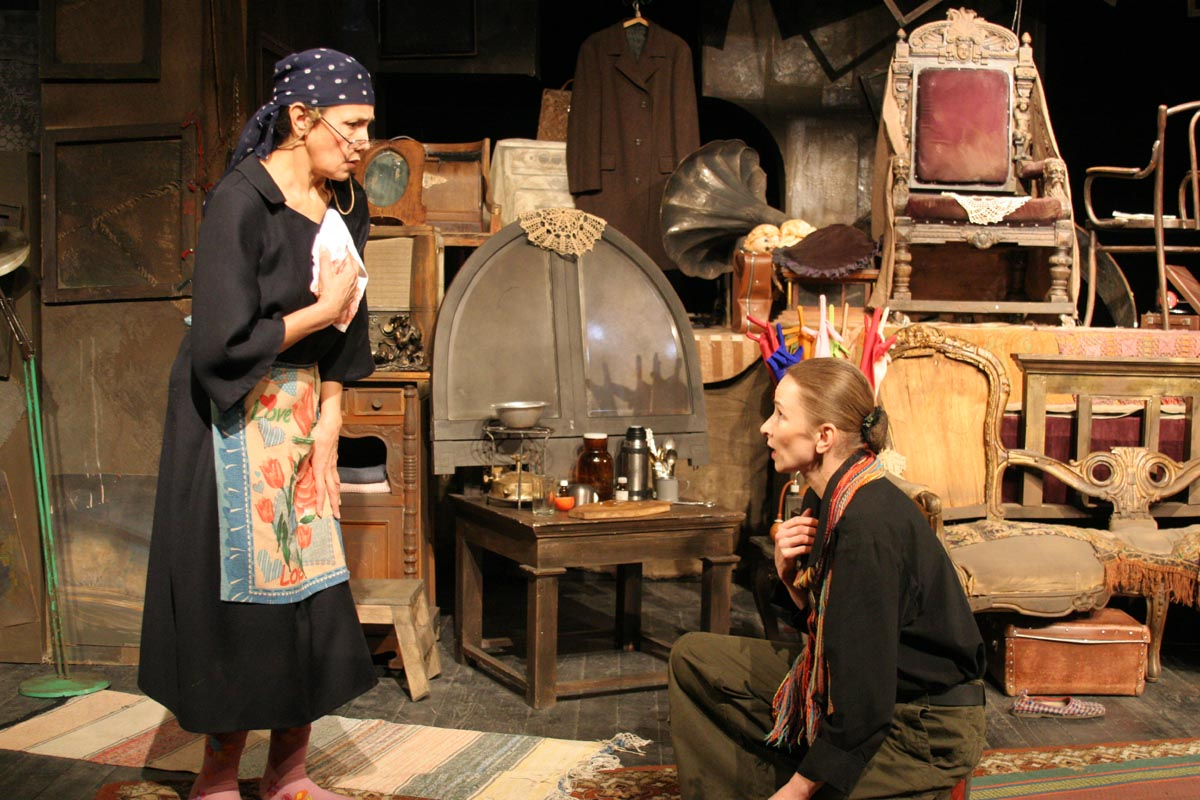
Les Poubelles d'après  Couper, sa fille et l’art de la photographie d’Yosef Bar-Yosef, 2008
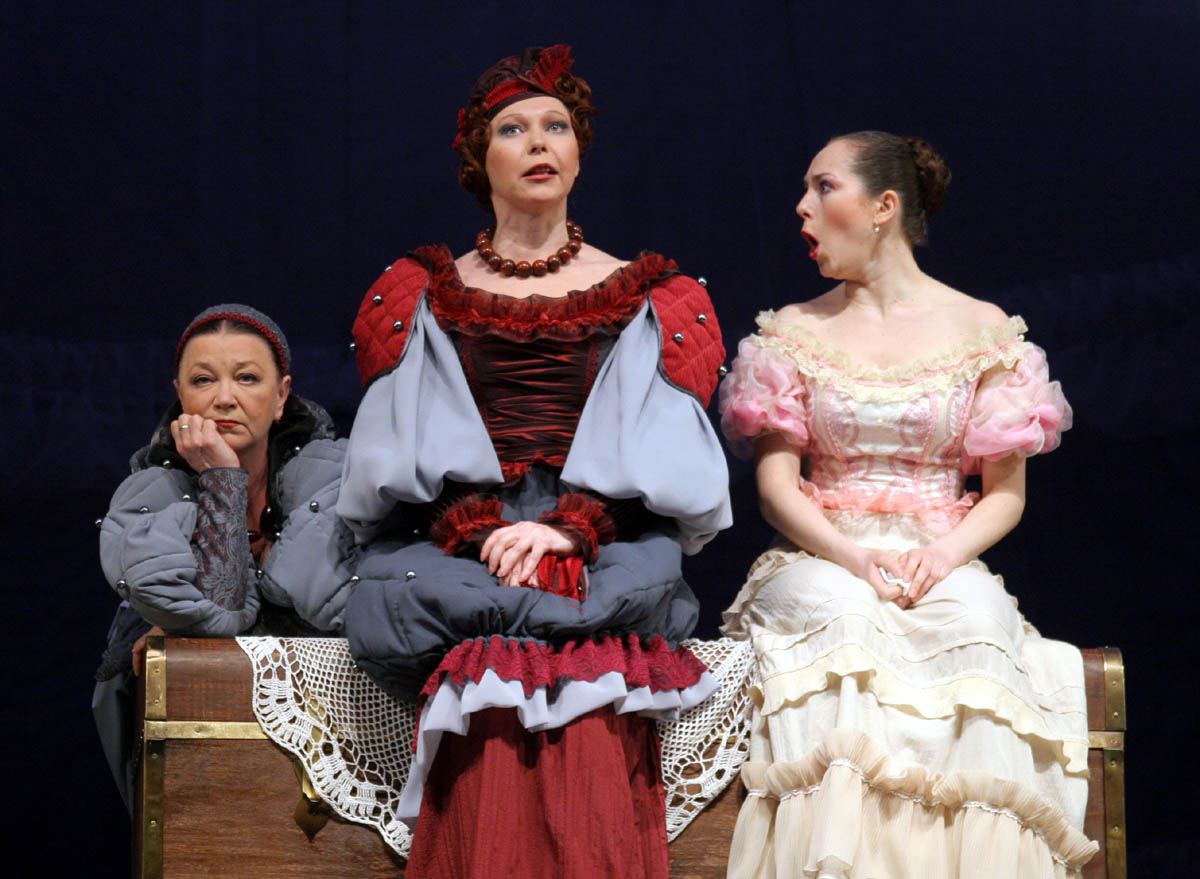
La Mariage de Nicolas Gogol, 2010
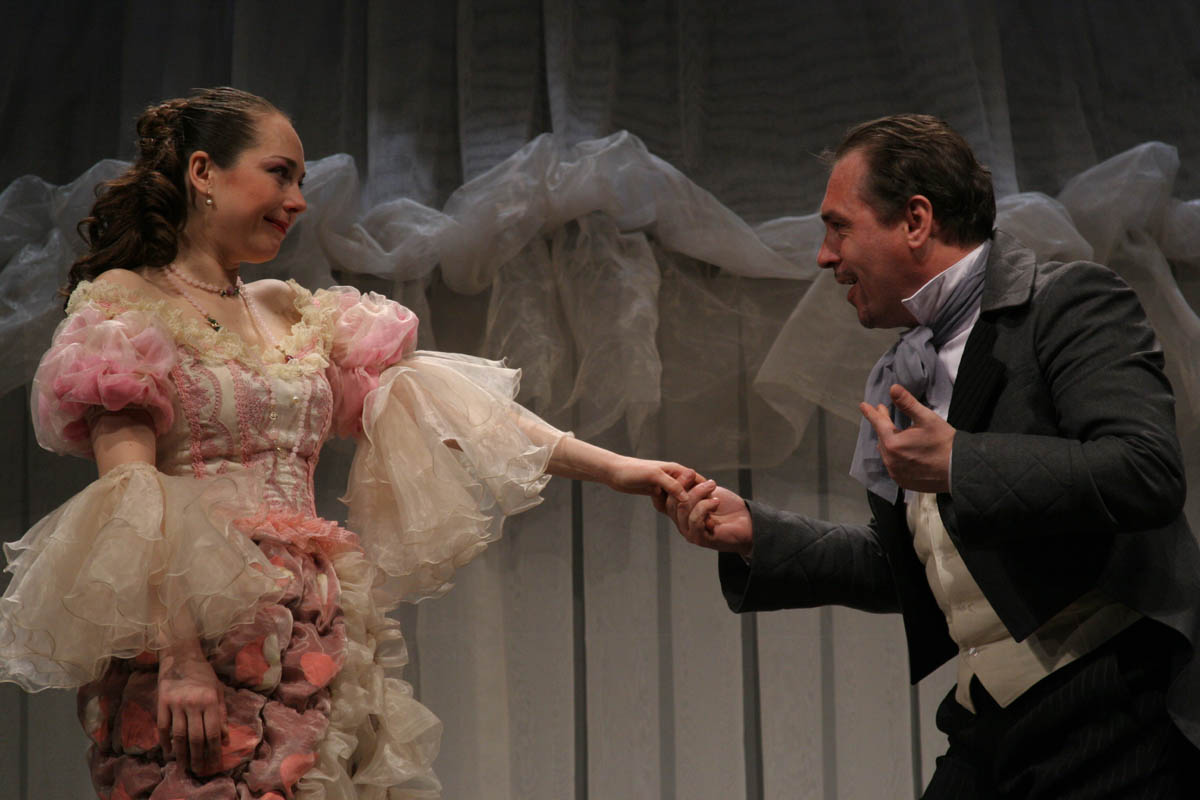
La Mariage de Nicolas Gogol. Agafia (Tatiana Rodionova), Podkolessine (Igor Bagoleï), 2010
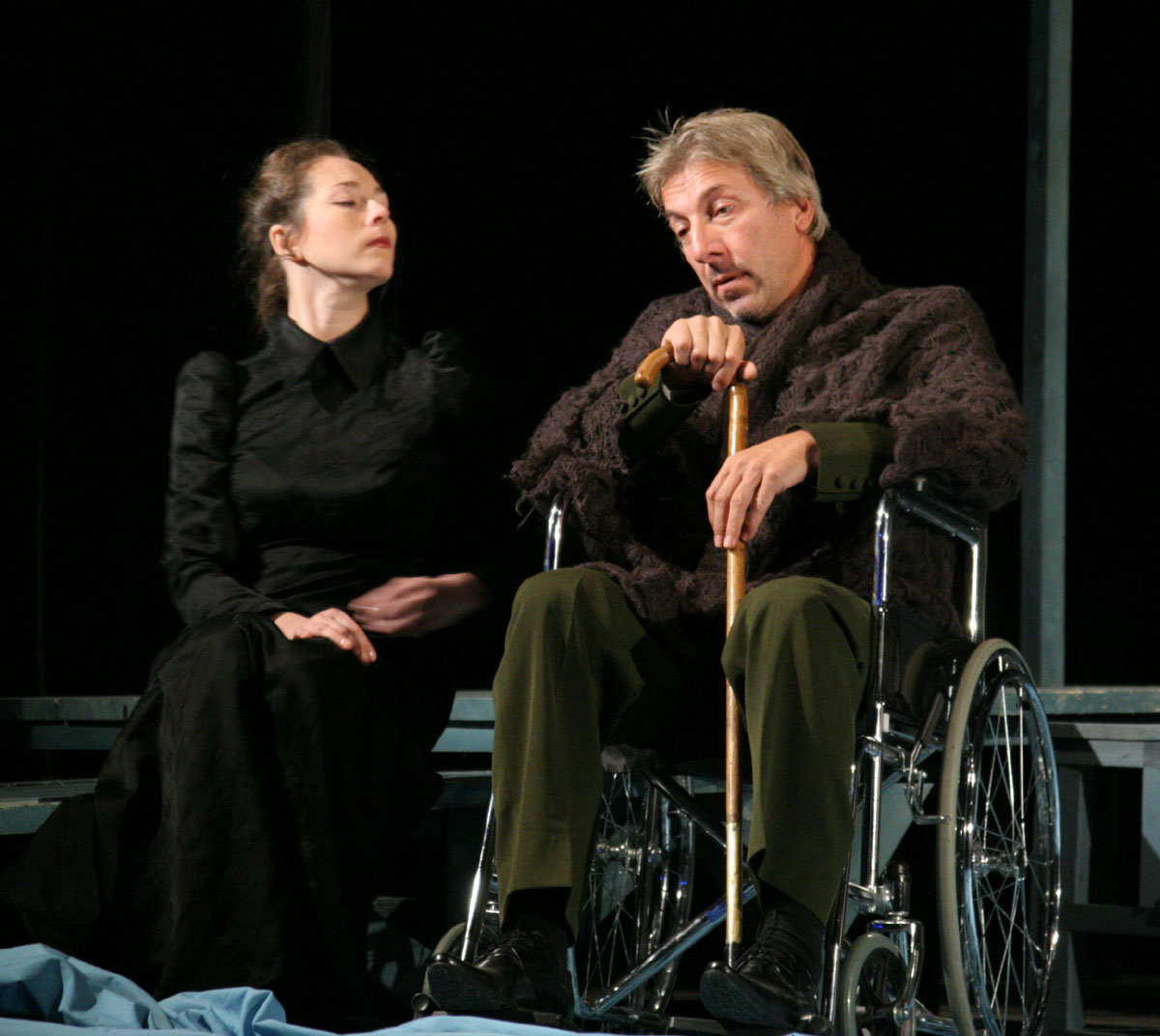
La Mouette d'Anton Tchekhov. Macha (Tatiana Rodionova), Sorine (Youri Koudinov), 2010
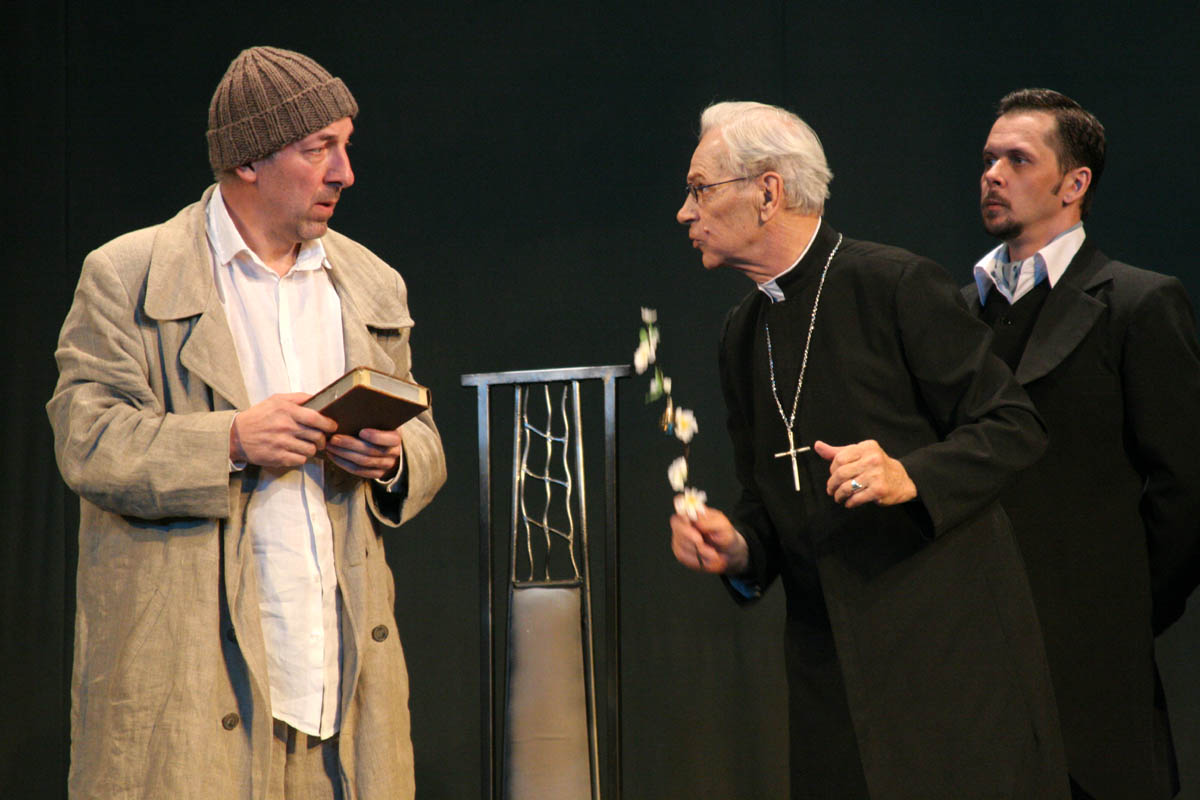
Le Miracle de saint Antoine de Maurice Maeterlinck. Saint Antoine (Youri Koudinov), l'abbé (Vladimir Aoukchtylaknis), M. Gustave (Andreï Sedov), 2011